# Cotylopus acutipinnis
Cotylopus acutipinnis és una espècie de peix de la família dels gòbids i de l'ordre dels perciformes.

## Morfologia
- Els mascles poden assolir 13,4 cm de longitud total.[3][4]

## Alimentació
Es nodreix d'algues.

## Hàbitat
És un peix de clima tropical i bentopelàgic.

## Distribució geogràfica
Es troba a Maurici i Reunió.

## Observacions
És inofensiu per als humans.